# Tadeusz Brodowski
Pour les articles homonymes, voir Brodowski.
 (août 2018).
Si vous disposez d'ouvrages ou d'articles de référence ou si vous connaissez des sites web de qualité traitant du thème abordé ici, merci de compléter l'article en donnant les références utiles à sa vérifiabilité et en les liant à la section « Notes et références ».
Tadeusz Brodowski, né le 2 septembre 1821 à Varsovie et mort le 30 mars 1848 dans le 9e arrondissement de Paris, est un peintre polonais.

## Biographie
Fils d'Antoni Brodowski, il étudie à Varsovie auprès de Antoni Blank (pl) et Aleksander Kokular. 
En 1841, il part pour Rome, puis deux ans plus tard arrive à Paris où il prend des cours auprès de Horace Vernet.
Son frère cadet, Józef, sera peintre également.

## Galerie

Œuvres de Tadeusz Brodowski
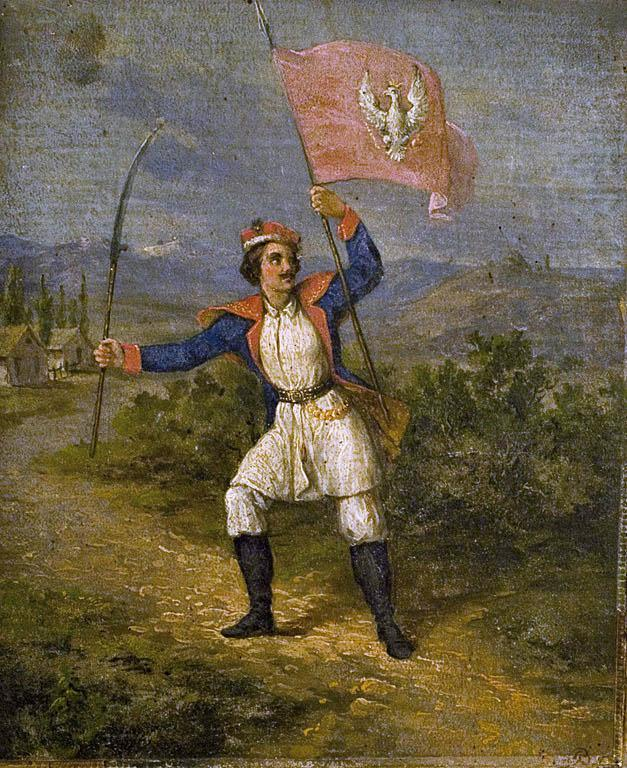
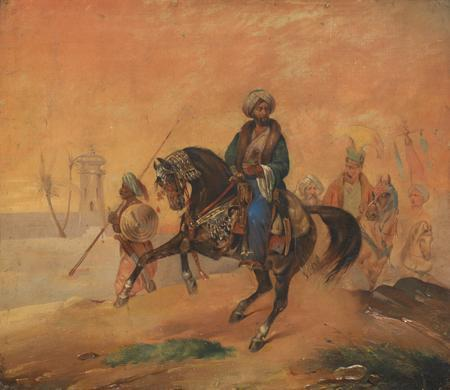
Cavaliers devant la ville
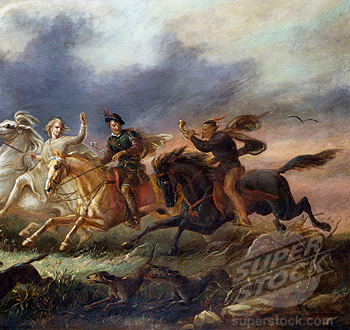
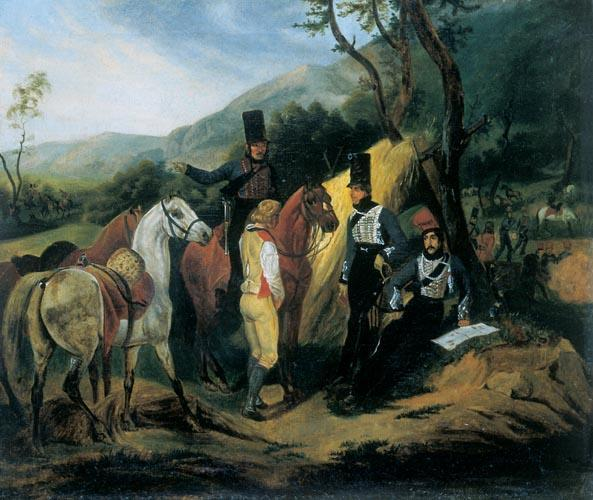